# Malowany człowiek
Malowany człowiek (ang. The Painted Man, w Stanach Zjednoczonych The Warded Man) – pierwszy z pięciu tomów cyklu demonicznego amerykańskiego pisarza Petera V. Bretta, wydany w Wielkiej Brytanii w 2008 roku przez HarperCollins. W Stanach Zjednoczonych został opublikowany w następnym roku pod tytułem The Warded Man. W Polsce został wydany w dwóch częściach – pierwsza ukazała się pod koniec 2008 roku, druga zaś na początku 2009 — w wydawnictwie Fabryka Słów. Została także przetłumaczona i wydana w Niemczech, Grecji, Japonii, Rosji, Czechach, Francji, Hiszpanii, Danii, Portugalii, Indonezji, Tajwanie, Holandii,  Chinach, Turcji, Włoszech, Bułgarii, Węgrzech, Rumunii, Serbii i Estonii.

## Fabuła
Akcja książki dzieje się w fantastycznym świecie wykreowanym przez autora. Jest to świat, w którym noc należy do otchłańców zwanych też demonami, które mordują każdego, kto po zmroku znajdzie się poza bezpiecznym kręgiem runicznym. Bohaterami powieści jest trójka ludzi: Arlen, Leesha i Rojer, którzy w wyniku przeżyć postanawiają rzucić wyzwanie porządkowi świata wyznaczonemu przez otchłańce. W czasie akcji książki czytelnik śledzi dorastanie i przemiany głównych bohaterów od czasów dzieciństwa do dorosłości oraz ich zmagania z przeciwnościami, jakie stoją im na drodze do celu.

## Odbiór i nagrody
Powieść została umieszczona na liście 10 najlepszych książek fantastycznonaukowych i fantasy 2008 roku według serwisu Amazon UK. Została też nominowana do pierwszej nagrody David Gemmell Legend Award.